# Пеев, Пейчо
Пейчо Пеев (2 апреля 1940, Пловдив — 15 сентября 2007, Пловдив) — болгарский шахматист; международный мастер (1973).
Чемпион Болгарии 1968 года.
В составе национальной сборной участник 2-х Олимпиад (1968 и 1972).

## Изменения рейтинга
| Графики недоступны из-за технических проблем. См. информацию на Фабрикаторе и на mediawiki.org. |